# Api
|  | Aquest article tracta sobre la planta. Vegeu-ne altres significats a «API (desambiguació)». |

|  | Aquest article tracta sobre la planta. Si cerqueu el praenomen romà, vegeu «Api (praenomen)». |

L'api (Apium graveolens) és una planta amb flors de la família de les apiàcies. Hi ha varietats cultivars àmpliament cultivades per les seves penques i fulles.
Addicionalment pot rebre els noms d'api bord, api d'aigua, api de riu, api silvestre, apis i gata rabiosa. També s'han recollit les variants lingüístiques àbit bord, àpit, àpit bord, àpits, àpiu de riu i gata-rabiosa.

## Descripció

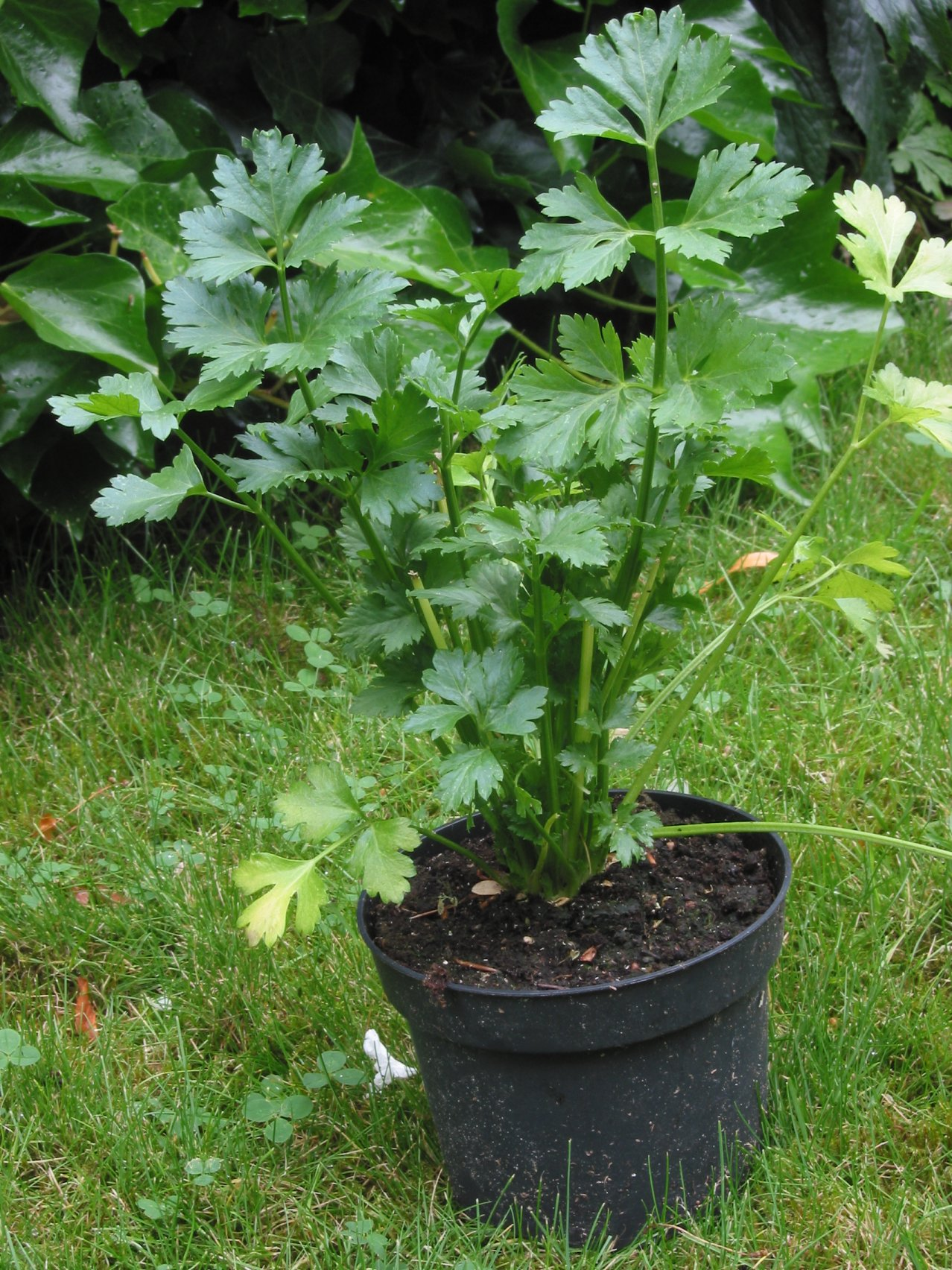
Planta de l'api

Hàbitat i forma de vida: herba bianual o perenne, ramificada, sense pèls, que floreix el segon any. Originària de les costes d'Europa occidental.
Mida: de 30 cm a 1 m d'alçada.
Tija: florífera sense tubercle basal, pecíols no subterranis a la part inferior, i fistulosa.
Fulles: alternes, de 3 a 25 cm de llarg, especialment les superiors, amb una ampla beina translúcida blanca que envolta la tija. Compostes amb pocs fol·licles (pinnatisectes de 6 cm), pecíols no subterranis a la part inferior.
Inflorescència: en umbel·la simple o composta. Amb bràctees involucres.
Flors: petites, de simetria radial, hermafrodites, blanques i amb una umbel·la densa. Pentàmeres. El calze té 5 sèpals; la corol·la és constituïda per 5 pètals que es cargolen cap a l'interior. L'androceu és format per 5 estams i el gineceu té 2 carpels, és cenocàrpic i amb ovari ínfer, té la capacitat d'acumular nèctar.
Fórmula floral: *K5 C5 A5 G(2)
Fruits i llavors: el fruit és un esquizocarp (és a dir, un fruit format per un gineceu de dos carpels soldats que quan maduren se separen). Fruit no papil·lós ni pilós, format per dos mericarps (cada una de les parts separables d'un fruit) cadascú amb una llavor. Per tant, es tracta de llavors ovoides d'1,5-2 mm de llarg.

## Taxonomia

### Sinònims
Els següents noms científics són sinónims d'Apium graveolens:
| - Apium australe var. latisectum H.Wolff - Apium celleri Gaertn. - Apium decumbens Eckl. & Zeyh. - Apium dulce Mill. - Apium graveolens var. lusitanicum (Mill.) DC. - Apium graveolens f. lusitanicum (Mill.) J.Helm - Apium graveolens subsp. rapaceum (Mill.) P.D.Sell | - Apium integrilobum Hayata - Apium lobatum Gilib. - Apium lusitanicum Mill. - Apium maritimum Salisb. - Apium palustre Thore - Apium rapaceum Mill. - Apium vulgare Bubani | - Carum graveolens (L.) Koso-Pol. - Celeri graveolens (L.) Britton - Helosciadium graveolens (L.) Rojas Acosta - Helosciadium ruta DC. - Helosciadium rutaceum St.-Lag. - Selinum graveolens (L.) E.H.L.Krause - Seseli graveolens (L.) Scop. | - Sison ruta Burm.f. - Sison trifidum Burm. ex DC. - Sium apium Roth - Sium graveolens (L.) Vest - Smyrnium laterale Thunb. |

### Varietats
- Apium graveolens L. var. dulce (Mill.) Pers.: A més d'api, addicionalment pot rebre el nom d'api ver i també s'han recollit les variants lingüístiques àbit i àpit.[1]
- Apium graveolens L. var. rapaceum (Mill.) DC.: Coneguda com a api-rave.[3]
- Apium graveolens L. var. graveolens: Congeuda com a api bord i addicionalment pot rebre els noms d'api boscà i api de riu.[1]
- Apium graveolens L. var. secalinum Alef.: Congeuda com a api de fulla.[1]

## Conreu

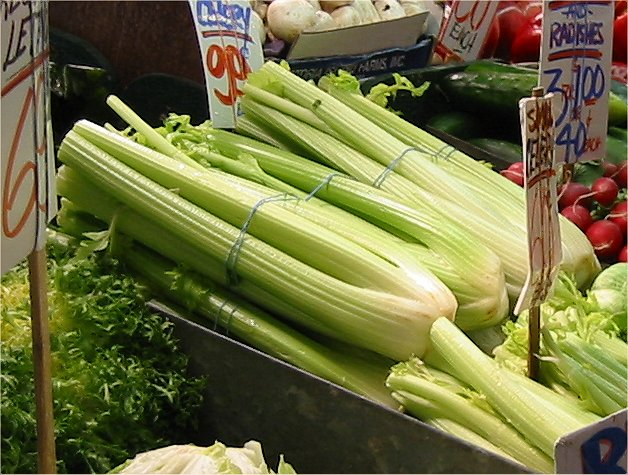
Venda d'api en un mercat

Època de floració: maig, juny, juliol, agost, setembre.
No tolera altes temperatures. N'hi ha varietats que necessiten ser blanquejades, i altres que es blanquegen soles. Se'n fa un planter i s'ha de conrear en èpoques en les quals no s'espigui per haver passat fred a l'hivern. Una de les varietats més apreciades n'és la d'Elna (ciutat del Rosselló).
Pel que fa a la distribució mundial de l'api, es troba en zones on el clima li és més adequat, com als Estats Units (la part de Califòrnia, on el clima és mediterrani), Argentina i Mèxic.
La distribució en el nostre territori és a les contrades mediterrànies, corresponents a les diverses províncies de la regió mediterrània i estatge montà o muntanya mitjana humida o subhumida, submediterrani.
L'estatge montà de la província submediterrània ocupa una gran extensió del vessant sud dels Pirineus, i en la part oriental es troba un clima més marítim i plujós. Països on el trobem situat: Països Catalans, Valencià i Illes Balears.

## Usos i farmacologia

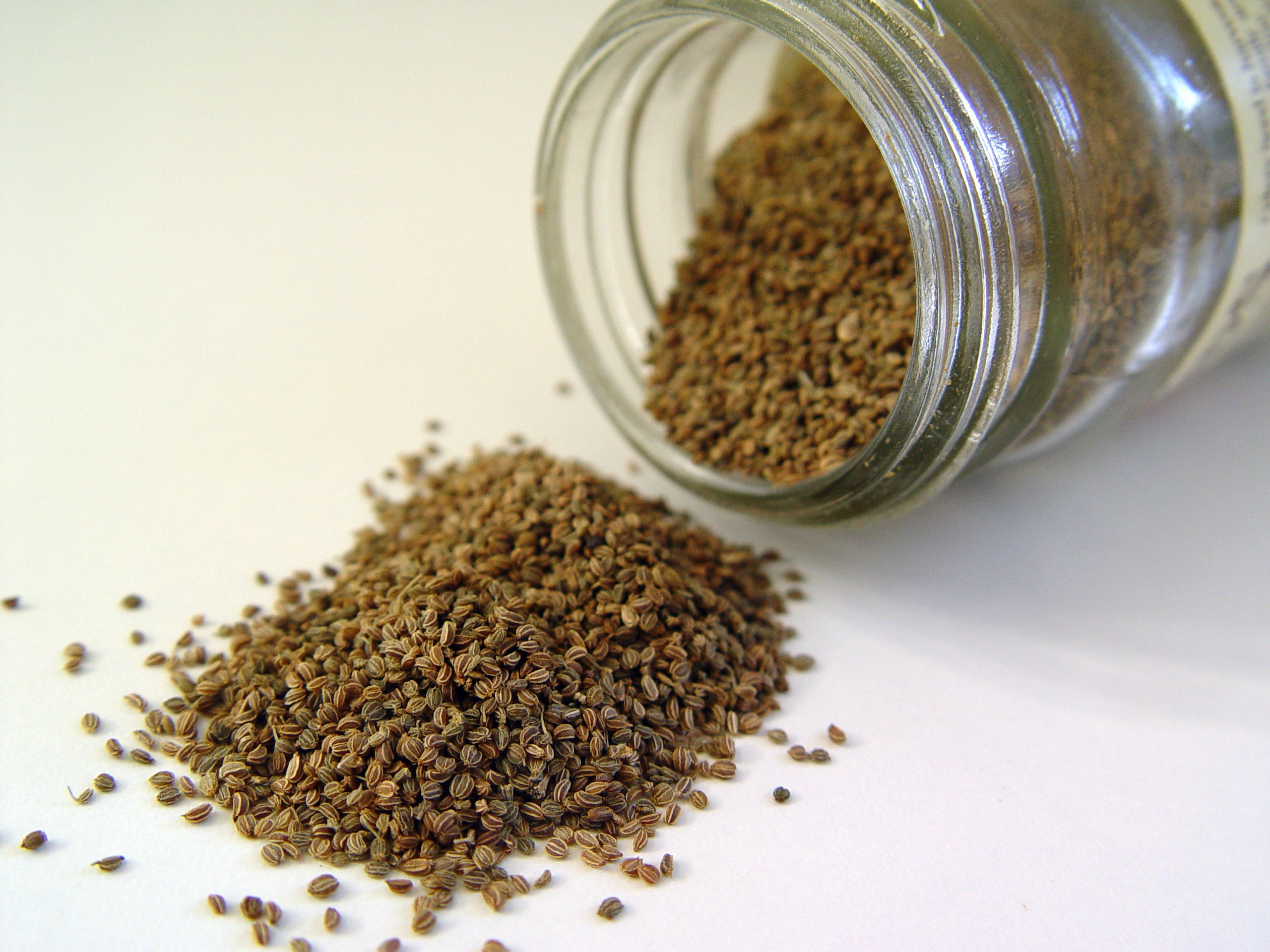
Llavors d'api

Té una olor especial que no agrada a tothom. Serveix per a amanides i brous, combinada amb pastanaga, nap, xirivia. Es considera també entre les plantes medicinals. Entre altres coses s'usa per a fer la "sal d'api" i per a enaltir el gust del còctel Bloody Mary. És una de les plantes prototipus dels règims d'aprimar, ja que no passen de 14 calories els 100 grams.
Pel que fa a la indústria farmacèutica, de les llavors d'api s'obtenen olis volàtils utilitzats per a l'elaboració de perfums.
L'api és una planta medicinal de la qual s'utilitzen moltes parts. Tota la planta té un efecte estimulant i s'ha utilitzat per al tractament d'estats de debilitat, estrès nerviós, ansietat, pèrdua de gana…
El suc d'api s'ha recomanat per al tractament d'inflamacions del tracte urinari i reumàtiques, com pot ser artritis, cistitis i uretritis. Té propietats diürètiques per la seva riquesa en olis essencials, concretament limonè, asparagina i seleniè.
De les llavors s'extreu un extracte útil per al tractament de la gota i l'artritis reumàtica.
L'arrel és un potent diürètic que s'utilitza per al tractament de la litiasi, la hipertensió arterial i fins i tot té un petit efecte digestiu i estimulant hepàtic.
No es recomana consumir api en gran quantitats en persones amb insuficiència renal ni tampoc durant l'embaràs, ja que un dels components d'aquesta planta és l'apiïna, un estimulant uterí.

## Gastronomia
És una planta procedent del Mediterrani i un dels ingredients tradicionals de la cuina mediterrània. També existeix en altres centres secundaris com el Caucas i la zona de l'Himàlaia. Es coneixia ja a l'antic Egipte; això no obstant, el seu ús com a hortalissa es va desenvolupar a l'edat mitjana. Actualment es consumeix tant a Europa com a Amèrica.

## Nutrició

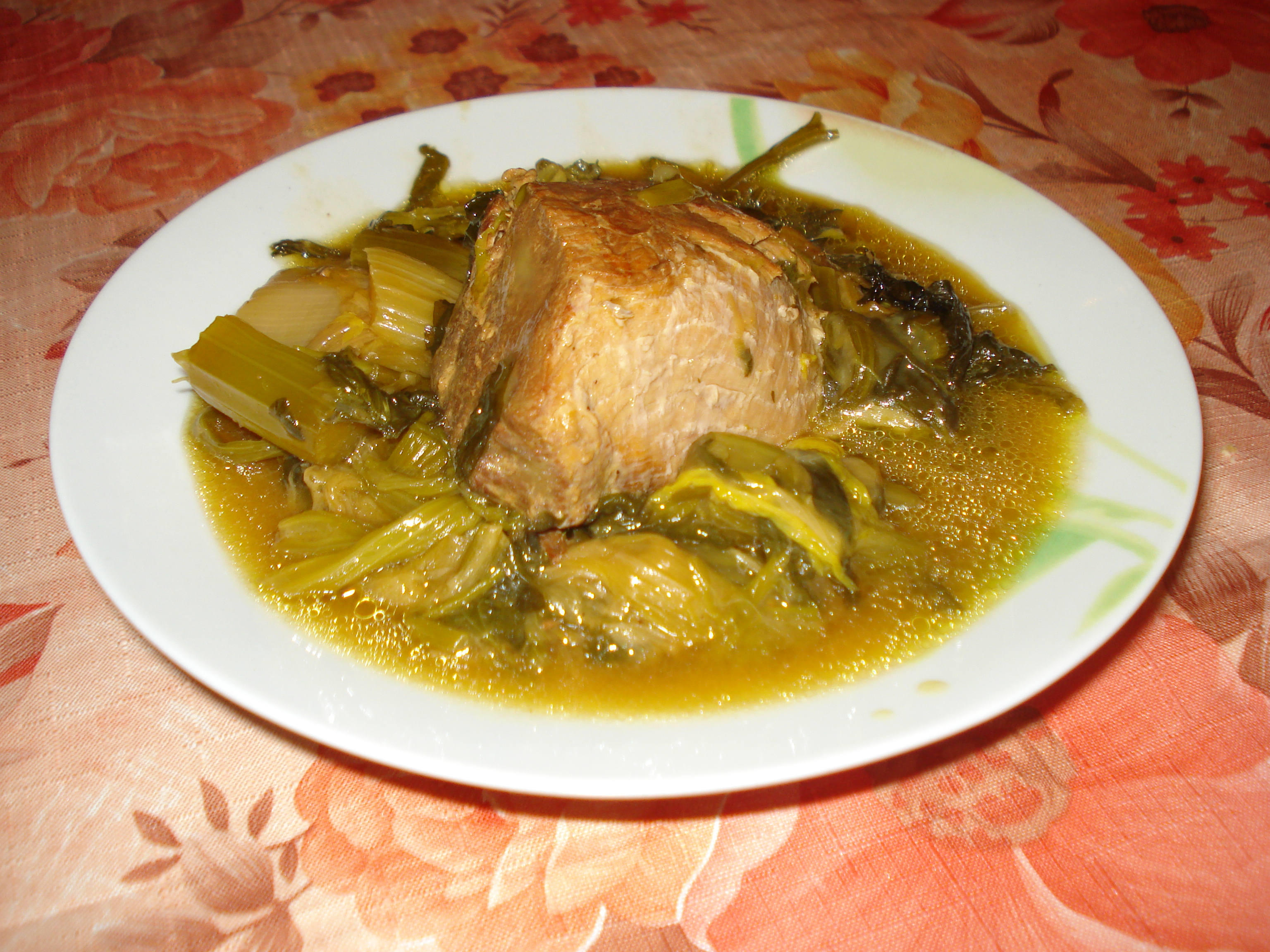
Khirinó prasosélino, un plat grec amb api i porro

Aquest aliment conté una feromona anomenada androstenona.